# Jagdgeschwader 106
A Jagdgeschwader 106 foi uma asa de treino de pilotagem de caças da Luftwaffe, durante a Alemanha Nazi. Formada no dia 20 de março de 1943 em Lachen-Speyersdorf, constituída a partir do Stab/Jagdfliegerschule 6 (JFS 6). No dia 16 de abril de 1945 a unidade foi extinta.

## Comandantes
- Obstlt Henning Strümpell, 20 de março de 1943 - 28 de setembro de 1944[3]
- Obstlt Hans-Heinrich Brustellin, 29 de setembro de 1944 - fevereiro de 1945[3]
- Obstlt Herbert Wehnelt, fevereiro de 1945 - 16 de abril de 1945[3]

## Aeronaves
- Arado Ar 96[3]
- Messerschmitt Bf 108[3] e Bf 109[3]
- Bücker Bü 131[3] e Bü 133[3]
- Fiat CR.30[3] , CR.32[3] e CR.42[3]
- Focke-Wulf Fw 56[3] e Fw 190[3]
- Heinkel He 45[3] e He 51[3]
- Gotha Go 145[3]
- North American NA-64[3]
- Potez 63[3]